# Eurocopter EC135
O Airbus Helicopters H135 (anteriormente denominado como Eurocopter EC135) é um helicóptero civil, bimotor, fabricado pela Airbus Helicopters, sendo muito usado nos serviços de polícia e ambulância aérea, e para transporte de executivos. Tem a capacidade de voar segundo as regras de voo por instrumentos (IFR). Trata-se de uma aeronave muito moderna e eficiente, desenvolvida inclusive para operações em condições de clima bastante adversas. Possui rotor de cauda do tipo Fenestron (carenado) e seus motores possuem o recurso FADEC (controle digital do motor com autoridade total). No final de 2016 a Agencia Europeia de Segurança da Aviação (EASA), certificou o novo sistema de aviônicos Helionix, desenvolvido pela própria Airbus, para utilização no H135.

## Caracteristicas Gerais
Airbus Helicopters H135
O H135 é o líder de mercado invicto em helicópteros leves, bimotores e de múltiplos propósitos. As missões tradicionais para esta classe de helicópteros incluem serviços médicos de emergência, aplicação da lei, transporte VIP e de passageiros de negócios, manutenção de parques eólicos industriais e treinamento militar.
A Airbus Helicopters entregou cerca de 1.200 H135s para clientes em todo o mundo que registraram um total de mais de quatro milhões de horas de vôo.
- Tripulação = 1 piloto
- Capacidade = carga útil de até sete passageiros ou dois tripulantes e dois pacientes (Air variante Ambulância) ou 1.455 kg (3.208 £)
- Comprimento = 12,16 m (39,11 pés )
- Altura = 3,51 m (11,6 pés )

Pesos
- Peso vazio = 1.455 kg (3.208 £)
- Peso máximo de decolagem = 2.910 kg (6.415 £)
- Motores = 2 x Turbomeca Arrius 2B2 motores de turbina, 473 kW (634 hp) cada ou 2 x Pratt & Whitney Canada, motores de turbina PW206B3 potencia nominal de 498 kW (668 hp)
- Diâmetro do rotor principal = 10,2 m (33,6 pés )
- Área do rotor principal = 81,7 m² (879 pés quadrados)

Atuação
- Velocidade de cruzeiro = 254 km / h (158 mph; 137 kn)
- Nunca exceder a velocidade = 287 km / h (178 mph; 155 kn)
- Alcance = 635 km (395 milhas; 343 milhas náuticas)
- Teto de serviço = 6.096 m (20.000 pés)
- Taxa de subida = 7,62 m / s (1500 pés / min)

## Variantes
- EC135 P1
- EC135 T1
- EC135 P2
- EC135 T2
- EC135 P2+
- EC135 T2+
- EC135 P2i
- EC135 T2i
- EC 635